# Treubiomyces pulcherrimus
Treubiomyces pulcherrimus är en svampart som beskrevs av Höhn. 1909. Treubiomyces pulcherrimus ingår i släktet Treubiomyces och familjen Chaetothyriaceae.   Inga underarter finns listade i Catalogue of Life.